# Platylomalus fujisanus
Platylomalus fujisanus är en skalbaggsart som först beskrevs av Lewis 1892.  Platylomalus fujisanus ingår i släktet Platylomalus och familjen stumpbaggar. Inga underarter finns listade i Catalogue of Life.